# Mariana Pimentel
Mariana Pimentel is een gemeente in de Braziliaanse deelstaat Rio Grande do Sul. De gemeente telt 4.173 inwoners (schatting 2009).